# 保罗·穆万加
保罗·穆万加（1924年—1991年），乌干达政治家。1980年5月12日，穆万加随同约韦里·穆塞韦尼、奥伊特·奥乔克和蒂托·奥凯洛发动军事政变推翻戈弗雷·比奈萨后，曾短暂出任军事委员会主席（即实际上的总统），直至乌干达总统委员会组成。乌干达总统委员会在1980年5月22日至12月15日期间是乌干达的国家元首，穆万加任该委员会主席。
1980年8月1日至8月25日期间，穆万加任乌干达总理。
| 前任： 戈弗雷·比奈萨   | 乌干达总统 1980年5月12日至5月22日 | 繼任： 乌干达总统委员会 |
| 前任： 奥泰马·阿里马迪 | 乌干达总理 1985年8月1日至8月25日  | 繼任： 亚伯拉罕·瓦利戈  |